# کوکی کیدو
کوکی کیدو (انگلیسی: Koki Kido؛ زادهٔ ۲۸ ژوئن ۱۹۹۵) بازیکن فوتبال اهل ژاپن است.
از باشگاه‌هایی که در آن بازی کرده‌است می‌توان به باشگاه فوتبال آویسپا فوکوئوکا اشاره کرد.